# San Agustín, Gran Canaria
San Agustín är en turistort på Gran Canarias sydkust i den spanska provinsen Las Palmas. San Agustín, som började byggas i oktober 1962, ligger omedelbart öster om Playa del Inglés, utgör den äldsta delen av Maspalomas, och är därmed den äldsta turistdestinationen på södra Gran Canaria.
San Agustín har en stark svensk anknytning med flera svenskägda affärer, barer och restauranger. Här finns även Svenska kyrkan, Svenska skolan och Skandinaviska klubben. Kitesurfare håller till på en del av stränderna häromkring.
I San Agustín spelades ett par scener i filmen Sällskapsresan in.[källa behövs]
San Agustin är en av hamnarna för en populär turistbåttur som trafikerar båda riktningarna mellan San Agustin och Puerto de Mogan och ger en angenäm utsikt över turistorterna utmed kusten.

## Galleri

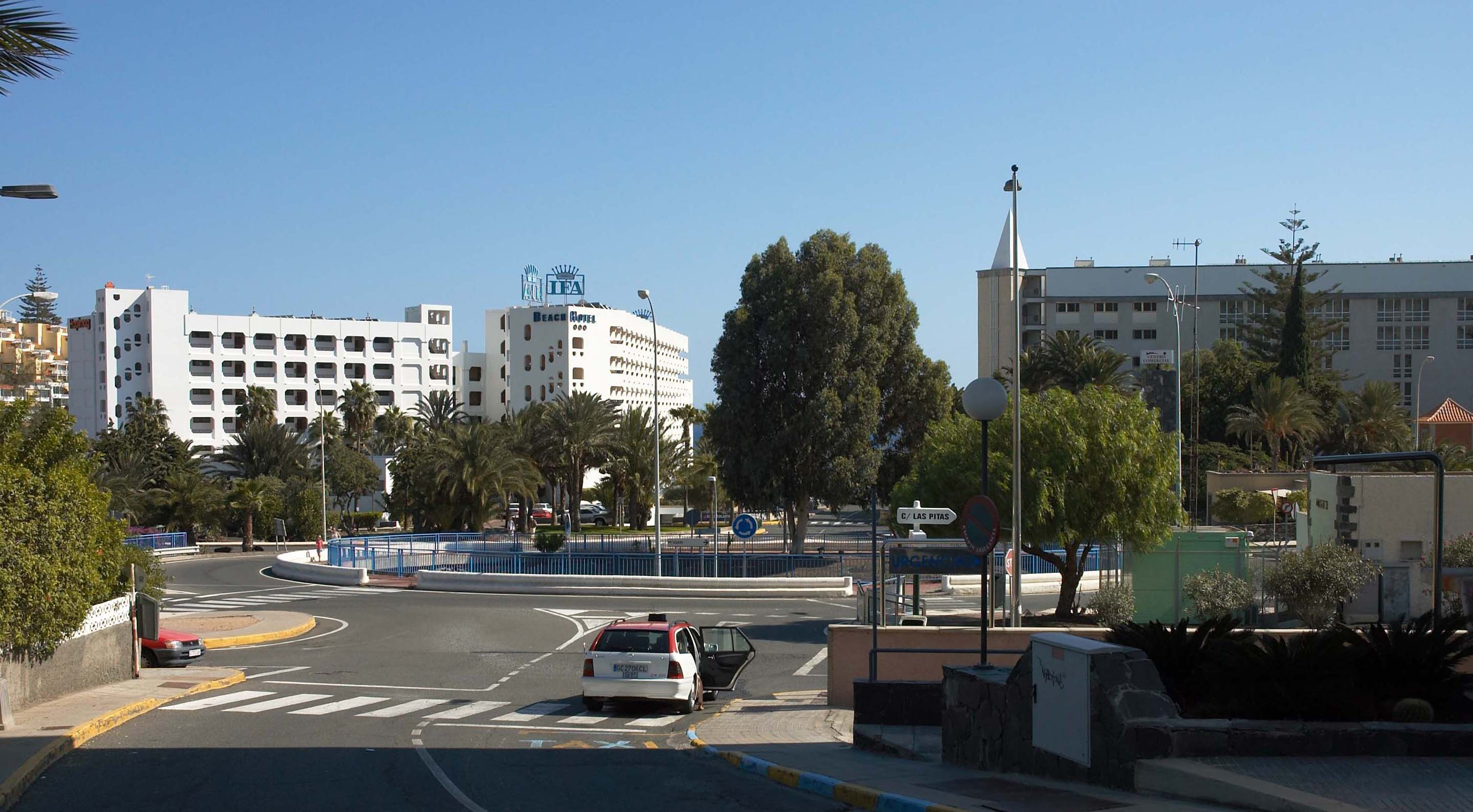
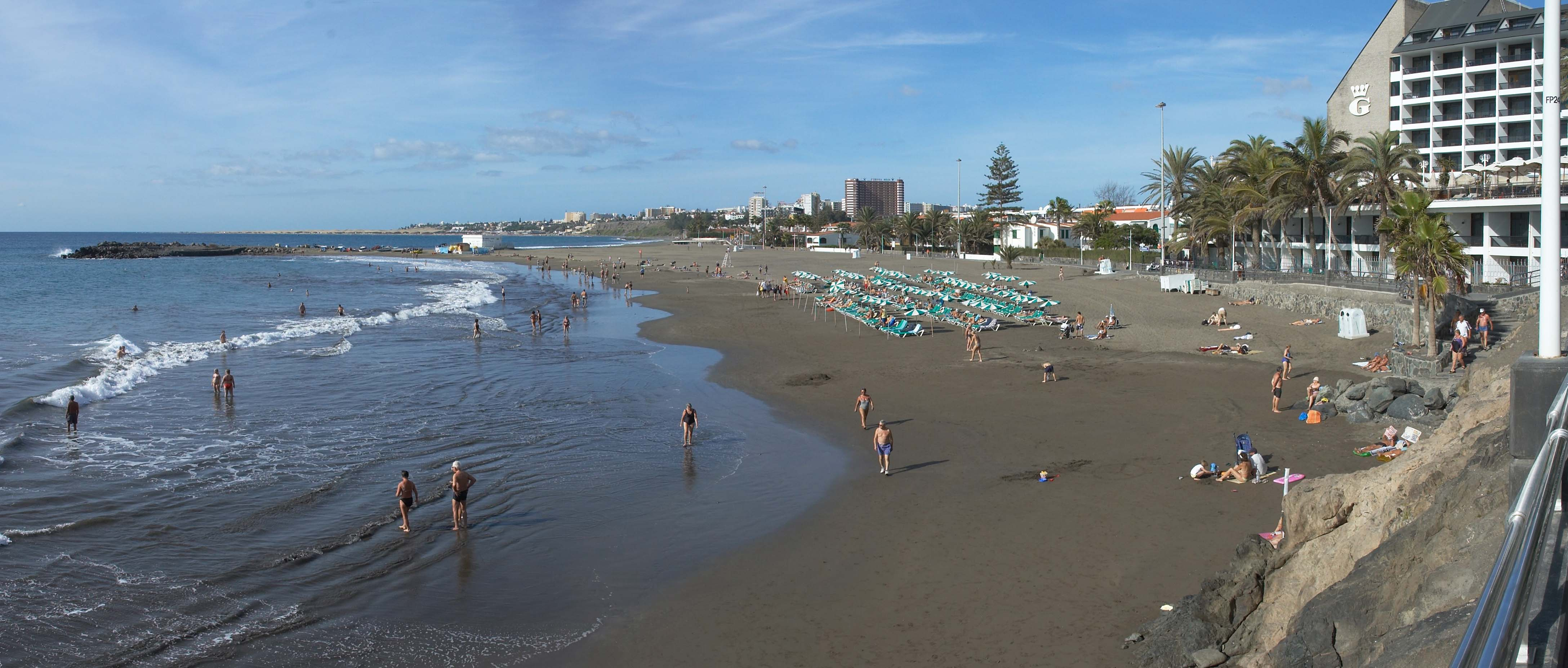
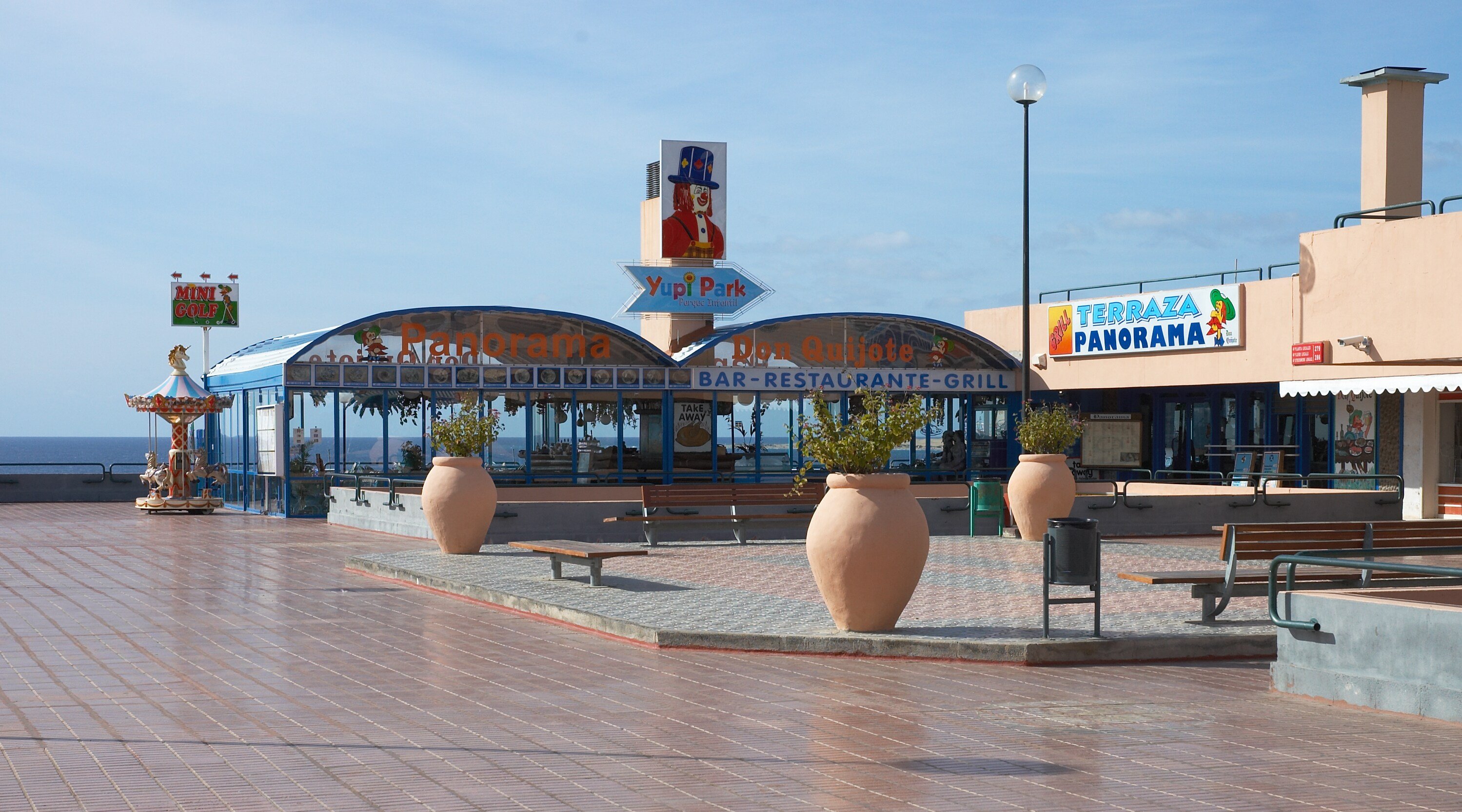
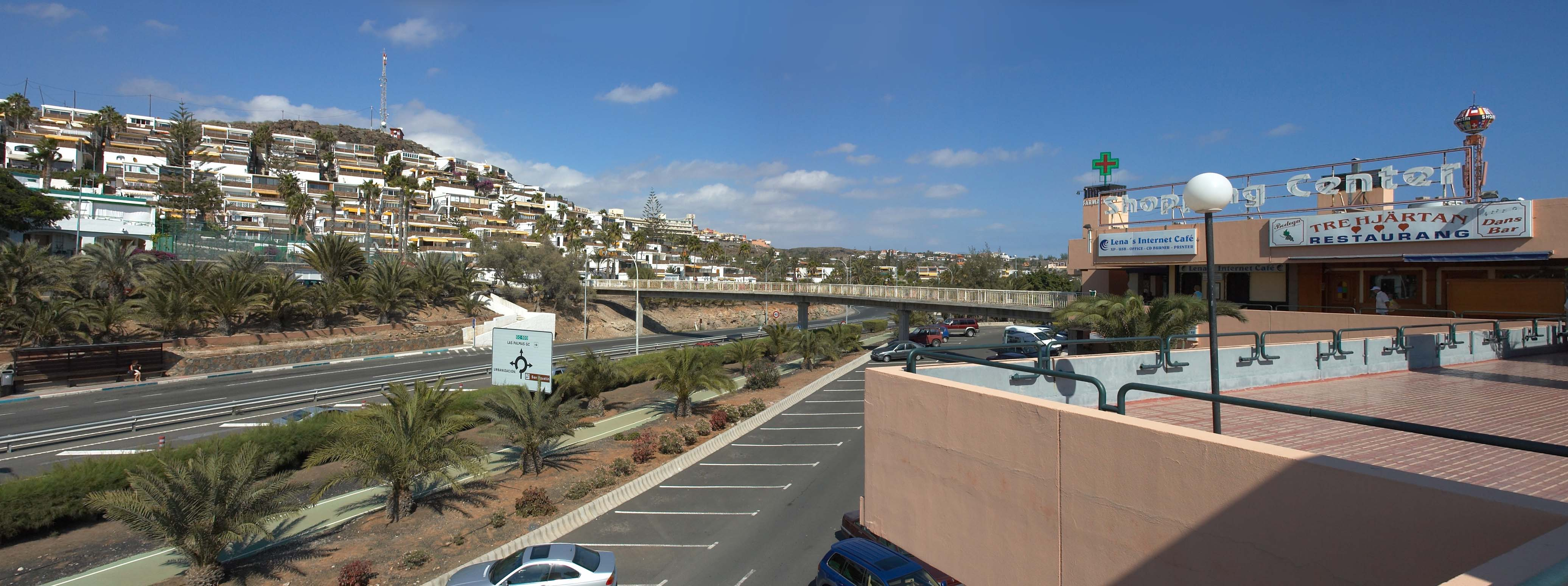
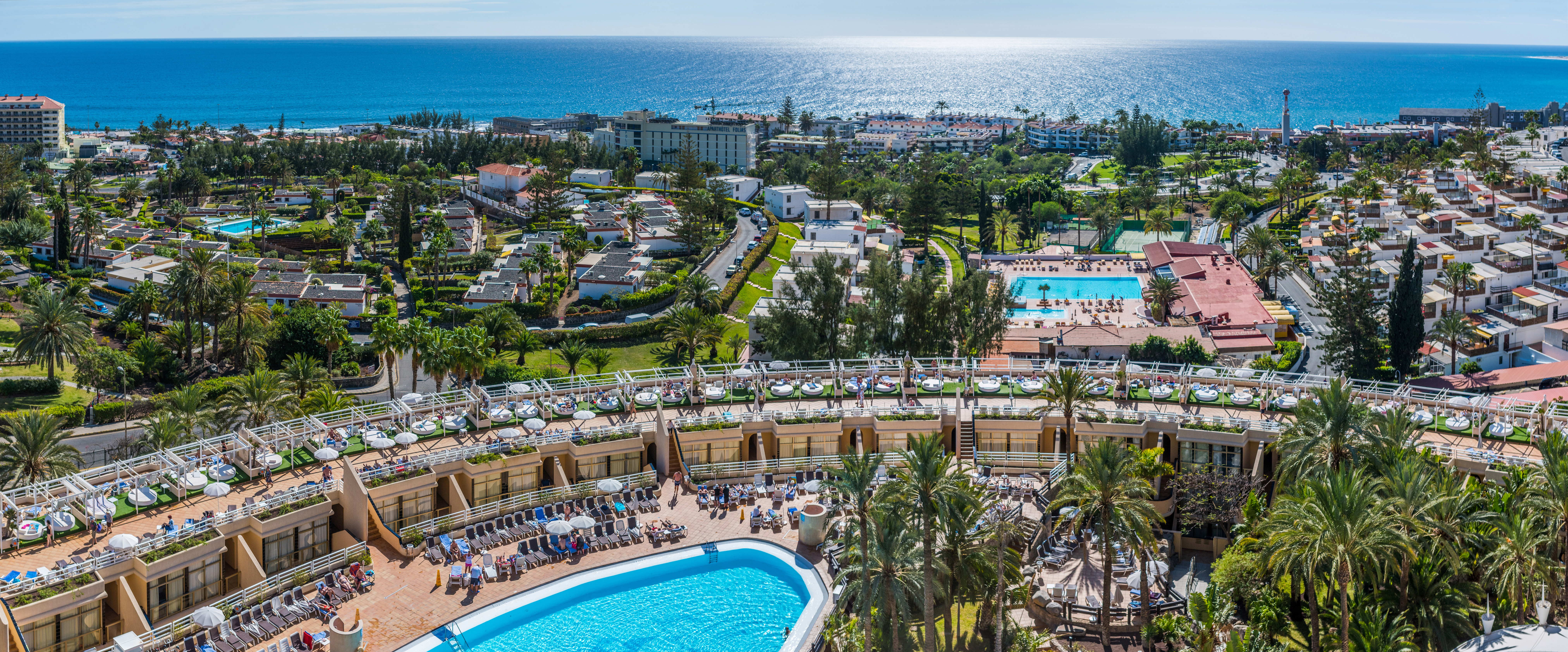
San Agustin 2018
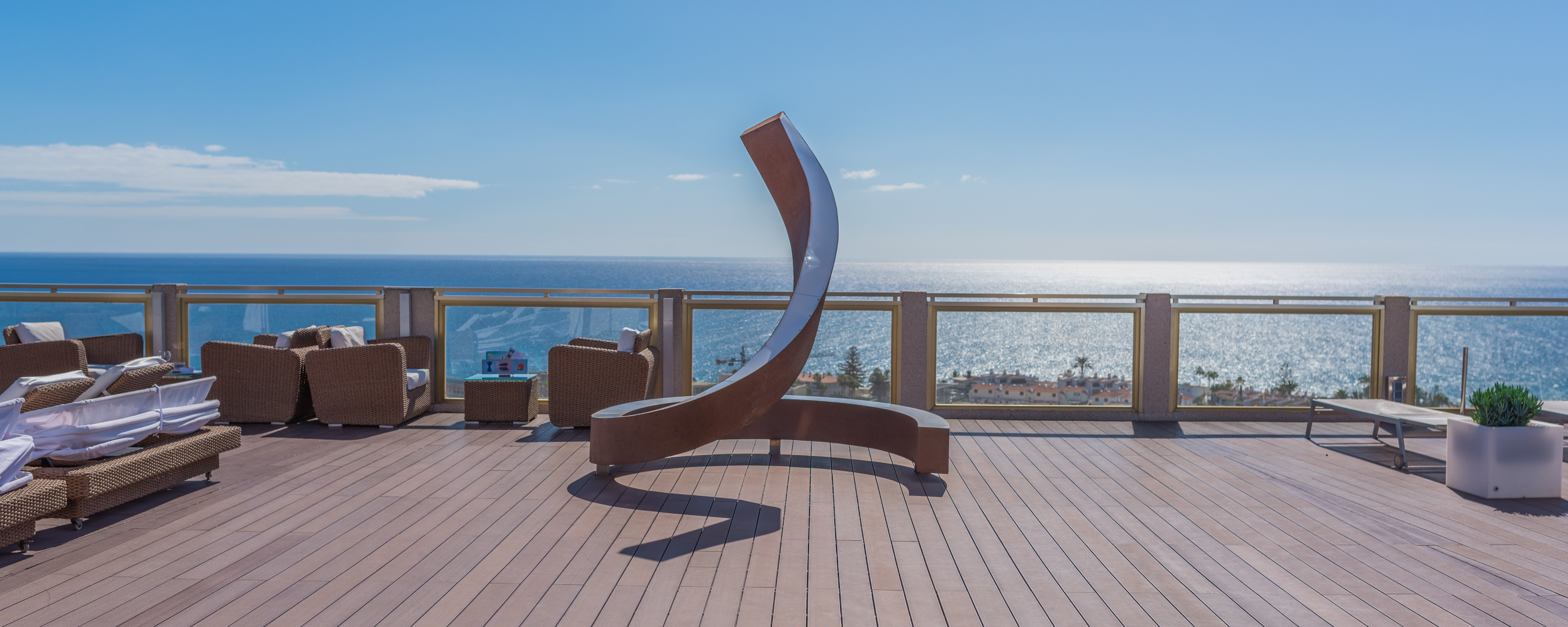
San Agustin 2018